# Arctia fuscorhabda
Arctia fuscorhabda är en fjärilsart som beskrevs av Smith 1958. Arctia fuscorhabda ingår i släktet Arctia och familjen björnspinnare. Inga underarter finns listade i Catalogue of Life.